# Alice una vita sottosopra
Alice una vita sottosopra (Alice Upside Down) è un adattamento cinematografico tratto dalla serie "Alice". Il film parla di Alice (Alyson Stoner) che si deve trasferire e frequentare una nuova scuola.

## Trama
Alice si trasferisce in un'altra città e deve frequentare un'altra scuola. Sua madre è morta e lei vive con suo fratello Lester  e suo padre Ben. Trova nuove professoresse e dei nuovi amici. Alice però combinerà sempre più guai, trovandosi in difficoltà.